# Svartvitt kärrfly
Svartvitt kärrfly (Celaena haworthii) är en fjärilsart som beskrevs av Curtis 1829. Svartvitt kärrfly ingår i släktet Celaena och familjen nattflyn. Arten är reproducerande i Sverige. Inga underarter finns listade i Catalogue of Life.

## Bildgalleri

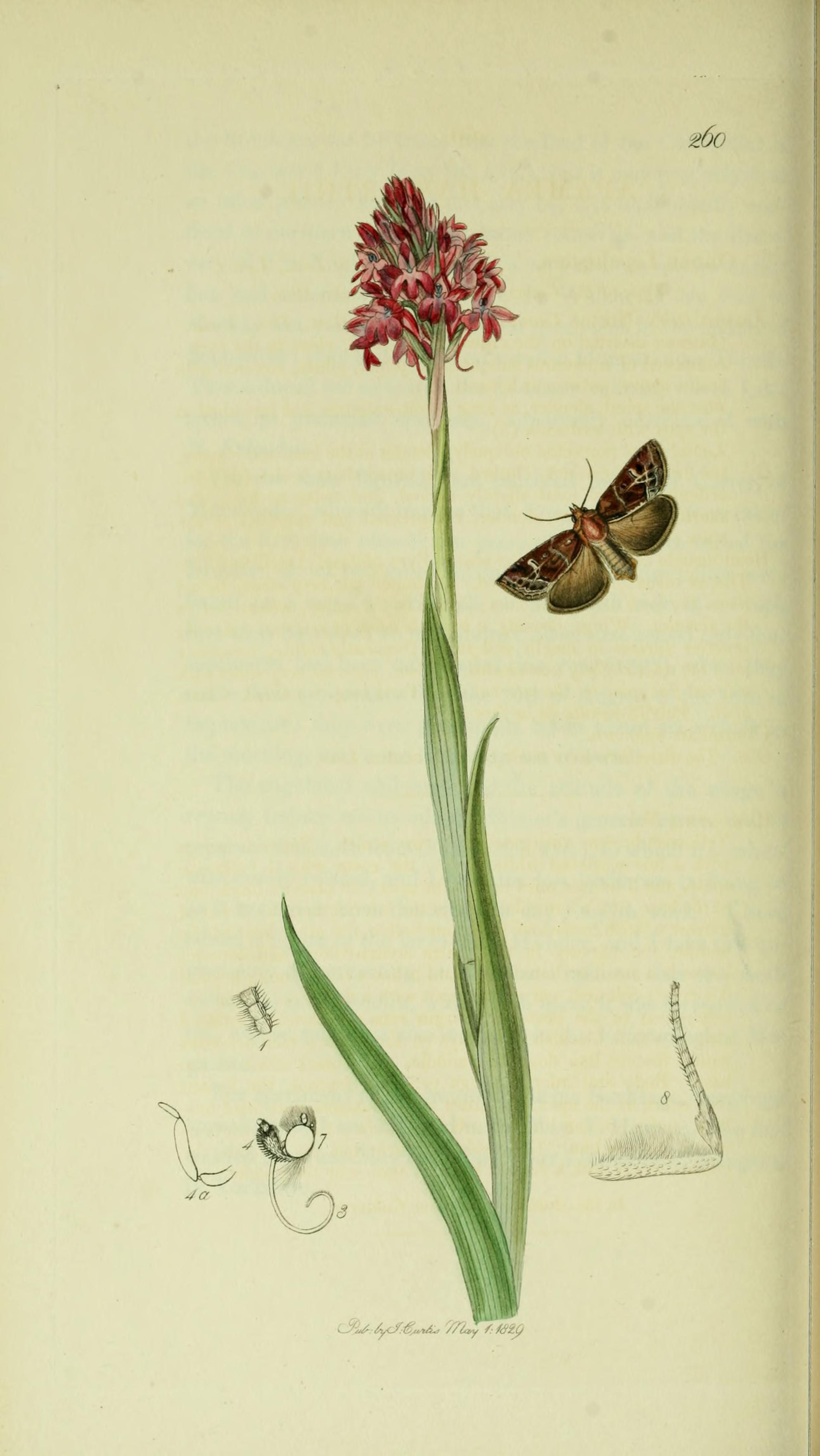
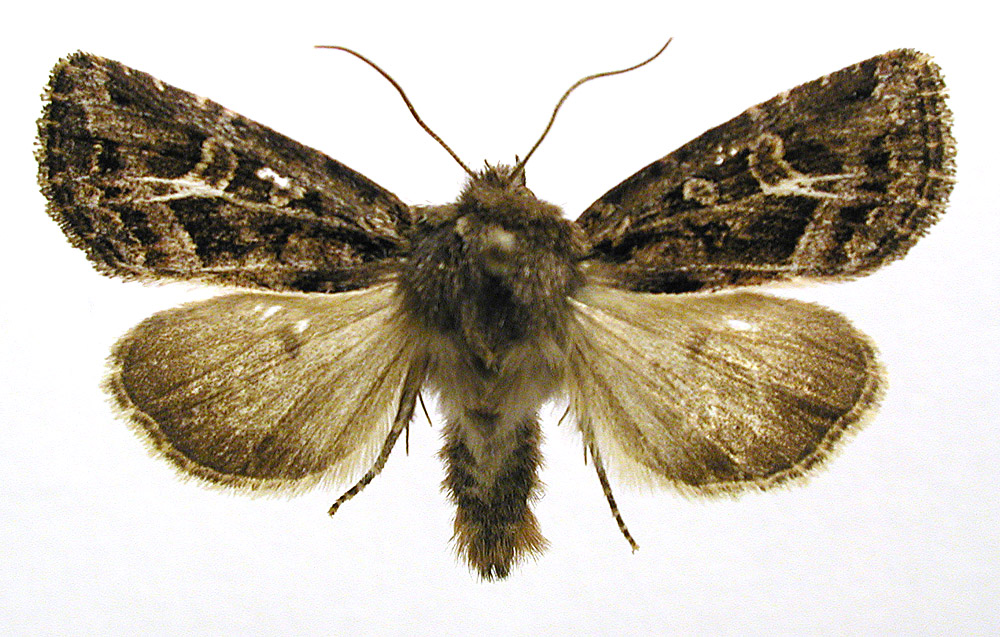
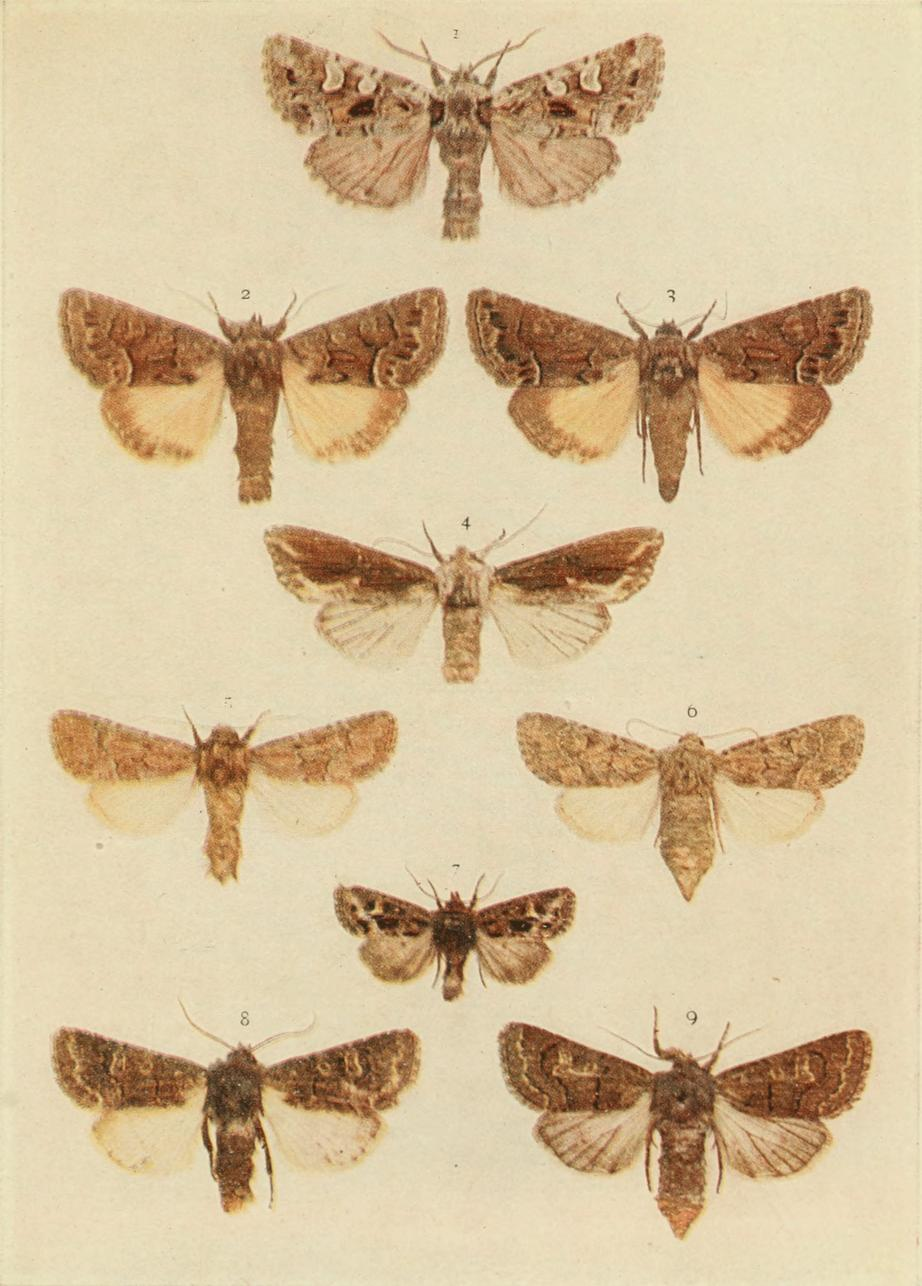